# Waleram de Jülich
Waleram I, numit și Walram, (n. 1250 – d. 1297, Veurne, Comitatul Flandra) a fost conte de Jülich din 1278 până la moarte. 

## Biografie
Waleram a fost cel de-al doilea fiu al contelui Willem al IV-lea de Jülich cu Richardis de Geldern, fiică a contelui Gerard al III-lea de Geldern.
În 1278 Waleram a succedat tatălui său în poziția de conte de Jülich, după ce tatăl său și fratele său mai mare, Willem, a fost asasinați în Aachen. Waleram a servit ca protector în Aachen până în 1279/1280. El a fost un îndârjit adversar al arhiepiscopului de Köln și totodată susținător al ducelui de Brabant în Războiul de succesiune pentru Limburg. În bătălia de la Worringen din 1288 el l-a capturat pe arhiepiscopul Siegfried al II-lea de Westerburg, fapt ce i-a permis să obțină supremația asupra acestuia. Printre altele, el a obținut Zülpich și și-a asigurat celelalte feude.
Waleram a murit în bătălia de la Furnes din 20 august 1297 luptând alături de contele de Flandra, Guy de Dampiere,  împotriva francezilor.

## Familie și urmași
În 1296 Waleram s-a căsătorit cu Maria de Brabant-Aarschot (n.c. 1278 – d. 25 februarie 1332), fiica lui Godefroi de Brabant și a Ioanei de Vierzon. Waleram a murit la un an după căsătorie, iar fratele său Gerard  a preluat succesiunea în Jülich. Maria s-a căsătorit în 1323 cu Robert de Beaumont, iar la moartea ei Vierzon a trecut în posesia sorei sale, Elisabeta, care se căsătorise cu Gerard, fratele și succesorul lui Waleram. Waleram și Maria au avut un fiu:
- Willem (n. 1297/1298 – d. 31 octombrie 1311), cleric în Mănăstirea Sf. Marian din Aachen.